# روب ديفيس (رسام توضيحي)
روب ديفيس (بالإنجليزية: Rob Davis)‏ هو رسام توضيحي بريطاني، ولد في 30 أكتوبر 1954.